# Pogonatum marginatum
Pogonatum marginatum är en bladmossart som beskrevs av Mitten 1859. Pogonatum marginatum ingår i släktet grävlingmossor, och familjen Polytrichaceae. Inga underarter finns listade i Catalogue of Life.